# Tyneside
Tyneside é uma conurbação no Nordeste da Inglaterra, definida pelo Office for National Statistics, que abriga 80% da população de Tyne and Wear. Inclui a cidade de Newcastle upon Tyne e os distritos metropolitanos de Gateshead, North Tyneside e South Tyneside — todos esses assentamentos ficam na margem do Rio Tyne. A população dessa área urbana era de 879.996, segundo o censo de 2001, sendo então a sexta maior conurbação do Reino Unido. O único assentamento que não faz parte da conurbação de Tyneside é Sunderland, que fica em Wearside.

## Definição
O ONS define que as seguintes áreas fazem parte de Tyneside
| - Blaydon - Boldon - Chester-le-Street - Cleadon - Felling - Gateshead - Gosforth - Hebburn - Howdon - Jarrow - Longbenton/Killingworth - Meadowell | - Newburn - Newcastle upon Tyne - North Shields - Ryton - Percy Main - Shiremoor - South Shields - Springwell - Tynemouth - Wallsend - Whickham - Whitley Bay |

## Economia
Tabela com valor bruto acrescentado regional da região de Tyneside a preços correntes [publicado (pp. 240–253) pelo Office for National Statistics. Dados em milhões de libras esterlinas.
| Ano  | Valor acrescentado bruto regional | Agricultura | Indústria | Serviços |
| ---- | --------------------------------- | ----------- | --------- | -------- |
| 1995 | 7,688                             | 9           | 2,244     | 5,435    |
| 2000 | 9,930                             | 8           | 2,567     | 7,356    |
| 2003 | 11,895                            | 9           | 2,865     | 9,021    |

↑  1 inclui caça e silvicultura
↑  2 inclui energia e construção
↑  3 inclui serviços de intermediação financeira indiretamente medidos 
↑  4 Componentes não podem somar os totais devido a arredondamentos